# بيل أورتيغا
بيل أورتيغا هو لاعب كرة قاعدة كوبي، ولد في 24 يوليو 1975 في هافانا في كوبا.

## وصلات خارجية
- بيل أورتيغا على موقعبيزبول رفرنس.كوم (الدوري الرئيسي) (الإنجليزية)
- بيل أورتيغا على موقعبيزبول رفرنس.كوم (الدوري الثانوي) (الإنجليزية)